# غواصة يو بي-43
يو بي-43 غواصة ألمانية من فئة يو بي2 خدمت في البحرية الإمبراطورية الألمانية خلال الحرب العالمية الأولى. تم بيعها  للبحرية النمساوية المجرية خلال الحرب. في أثناء خدمتها في البحرية النمساوية المجرية، تم إسقاط حرف بي من اسمها وكانت تُعرف باسم يو-43 أو U-XLIII كاول غواصة من فئة يو-43 التابع للبحرية النمساوية المجرية.
تم طلبها في يوليو 1915 وتم وضعها في حوض بناء السفن التابع لشركة إيه جي فيزر في بريمن في سبتمبر. كانت البحرية الإمبراطورية الألمانية تواجه صعوبات في ملء أطقم الغواصات برجال مدربين وعرضت بيع يو بي-43 ويو بي-47 للبحرية النمساوية المجرية. بعد الاتفاق على الشروط في يونيو 1917، تم تسليم الغواصتين في مدينة بولا. عندما تم تكليفها في البحرية النمساوية المجرية، تم إسقاط حرف بي من تسميتها بحيث أصبحت يو-43 أو U-XLIII. لقد ألحقت أضرارا بباخرة إيطالية في أثناء فترة خدمتها المحدودة في البحرية النمساوية المجرية خلال نهاية الحرب. تم التنازل عنها إلى فرنسا كتعويض عن الحرب في عام 1920 وفككت في بنزرت في نفس العام.